# Blues Saraceno
Blues Saraceno (Connecticut, 17 oktober 1971) is een Amerikaanse modern blues/rockgitarist en muziekproducer. De naam Saraceno is Italiaans voor Arabier.
Saraceno is op 16-jarige leeftijd ontdekt door het magazine Guitar for the Practicing Musician, dat hem assisteerde in het uitgeven van instrumentale opnames op een onafhankelijke basis. Hij nam drie instrumentale albums op tussen 1989 en 1994, allen geïnspireerd door bluesmuziek met ook uitstapjes naar andere genres als rock, funkrock en metal. Zijn stijl kenmerkt zich door dynamisch spel met veel expressieve bending-technieken (opduwen van de snaar) en vibrato in de linkerhand en het gebruik van diverse sounds per nummer. Een van zijn nummers van het album Never Look Back, Before The Storm is gebruikt in Guitar Hero 2.
Saraceno produceert ook voor sommige artiesten, zoals Scott Caan van Dallas 362, Eric Balfour van Fredalba, Linday Prices solo-uitgaven, Anthony Michael Hall, Brad Cohen van The Woods en Brian Price. Zijn grootste commerciële succes heeft hij bereikt met het schrijven van muziek voor films maar vooral vele televisieshows waaronder Friends, The Osbournes, Greys Anatomy, Desperate Housewives
In 1994 viel Saraceno in als gitarist voor Poison, nadat Richie Kotzen de laan uitgestuurd werd. Zijn gitaarspel werd opgenomen voor het album Crack a Smile...and More!, maar hij werd daarna aan de kant geschoven voor de originale bandgitarist, C.C. DeVille. Uiteindelijk zouden vijftien nummers op Crack a Smile...and More! van de hand van Saraceno zijn.
Hij heeft ook nummers ingespeeld voor Cher, Taylor Dayne, Melissa Etheridge, Ziggy Marley, Kingdome Come.
In 2000 stichtte hij de band Transmission OK, waarin hij de rol van gitarist, zanger en liedschrijver vervult.

## Discografie
- Never Look Back (1989)
- Plaid (1992)
- Hairpick (1994)
- The Best Of Blues Saraceno (2000)
- The Sky, The Stars and The Great Beyond (met Transmission OK) (2000)
- Crack a Smile and more (met Poison) (2000)